# Pericallia multimaculata
Pericallia multimaculata är en fjärilsart som beskrevs av O. Schutz 1905. Pericallia multimaculata ingår i släktet Pericallia och familjen björnspinnare. Inga underarter finns listade i Catalogue of Life.